# Coursetia glabella
Coursetia glabella är en ärtväxtart som först beskrevs av Asa Gray, och fick sitt nu gällande namn av Matt Lavin. Coursetia glabella ingår i släktet Coursetia, och familjen ärtväxter. Inga underarter finns listade i Catalogue of Life.